# Izatha
Izatha là một chi bướm đêm thuộc họ Oecophoridae. Chi này chỉ hiện diện ở New Zealand.

## Các loài
- Nhóm attactella:
  - Izatha attactella Walker, 1864
  - Izatha blepharidota Hoare, 2010
  - Izatha voluptuosa Hoare, 2010
  - Izatha austera (Meyrick, 1884)
  - Izatha psychra (Meyrick, 1884)
- Nhóm mira
  - Izatha copiosella (Walker, 1864)
  - Izatha walkerae Hoare, 2010
  - Izatha florida Phipott, 1927
  - Izatha mira Philpott, 1913
- Nhóm apodoxa
  - Izatha notodoxa Hoare, 2010
  - Izatha katadiktya Hoare, 2010
  - Izatha apodoxa (Meyrick, 1888)
  - Izatha acmonias Philpott, 1921
  - Izatha lignyarcha Hoare, 2010
  - Izatha picarella (Walker, 1864)
- Nhóm balanophora
  - Izatha metadelta Meyrick, 1905
  - Izatha balanophora (Meyrick, 1897)
  - Izatha churtoni Dugdale, 1988
  - Izatha dulcior Hoare, 2010
  - Izatha epiphanes (Meyrick, 1884)
  - Izatha mesoschista Meyrick, 1931
  - Izatha haumu Hoare, 2010
  - Izatha quinquejacula Hoare, 2010
  - Izatha heroica Philpott, 1926
  - Izatha hudsoni Dugdale, 1988
  - Izatha huttonii (Butler, 1879)
  - Izatha peroneanella (Walker, 1864)
  - Izatha taingo Hoare, 2010
- Nhóm oleariae
  - Izatha oleariae Dugdale, 1971
  - Izatha spheniscella Hoare, 2010
  - Izatha prasophyta (Meyrick, 1884)
- Nhóm caustopa
  - Izatha caustopa (Meyrick, 1892)
  - Izatha dasydisca Hoare, 2010
  - Izatha manubriata Meyrick, 1923
- Nhóm convulsella
  - Izatha convulsella (Walker, 1864)
  - Izatha gekkonella Hoare, 2010
  - Izatha gibbsi Hoare, 2010
  - Izatha minimira Hoare, 2010
  - Izatha rigescens Meyrick, 1929
  - Izatha phaeoptila (Meyrick, 1905)